# Anthostoma
Anthostoma Nitschke – rodzaj grzybów z typu workowców Ascomycota.

## Systematyka i nazewnictwo
Pozycja w klasyfikacji według Index Fungorum
Diatrypaceae, Xylariales, Xylariomycetidae, Sordariomycetes, Pezizomycotina, Ascomycota, Fungi.
Uwagi
Takson niepewny. Większość należących do niego gatunków przeniesiona została do rodzajów Anthostomella, Clypeosphaeria, Euepixylon, Lopadostoma i Anthostomaria. Ponadto Index Fungorum podaje drugi takson o tej samej nazwie – Anthostoma Höhn. 1912.
Gatunki występujące w Polsce
- Anthostoma cubiculare (Fr.) Nitschke 1867[2]
- Anthostoma decipiens (DC.) Nitschke 1867[3]
- Anthostoma gastrinum (Fr.) Sacc. 1873
- Anthostoma hiascens (Fr.) Nitschke 1867[4]
- Anthostoma melanotes (Berk. & Broome) Sacc. 1882
- Anthostoma turgidum (Pers.) Nitschke 1867

Nazwy naukowe na podstawie Index Fungorum. Wykaz gatunków według Mułenko i in.